# Louis Goulven Prat
Louis Goulven Prat (Brélès, 27 gennaio 1858 – Parigi, 19 novembre 1912) è stato un ammiraglio francese, ufficiale veterano delle guerre coloniali francesi, che tra il 1911 e il 1912 ricoprì l'incarico di Sottocapo di Stato maggiore generale della Marine nationale e capo della 3ème Section (operazioni, addestramento, movimento).

## Biografia

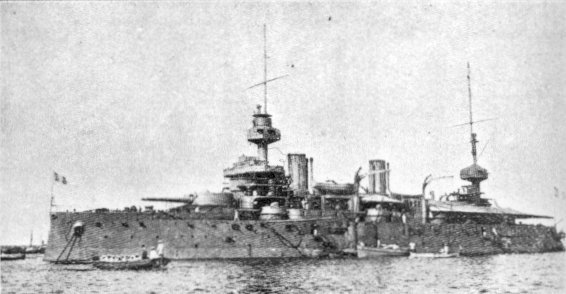
La nave da battaglia Suffren

Nacque a Brélès il 27 gennaio 1858, figlio di Michel Marie e di Marie Jacquette Trebaol. Frequentò il collegio Saint François d'Assise a Lesneven (Finistère), e poi nel 1875 entrò nella Marine nationale, arruolato nel porto di Brest.
Nominato aspirante il 5 ottobre 1878, si imbarcò sulla nave da battaglia Provence (comandante Auguste Barbotin), appartenente alla squadra d'evoluzione, il 1° gennaio 1879.
Promosso Enseigne de vaisseau il 5 ottobre 1880 frequentò l'École navale, e l'anno successivo divenne secondo a bordo della nave Oise, che effettuava regolare trasporto sulle coste della Francia.
Il 1° gennaio 1885 prese servizio sull'incrociatore protetto Duchaffault (comandante Paul Le Mercier-Moussaux), appartenente alla Squadra dell'Estremo Oriente. Si distinse particolarmente durante la guerra franco-cinese, sotto il comando di Amédée Courbet, partecipando alle operazioni sul fiume Min (agosto 1884) e poi alla conquista delle Isole Pescadores (dal 15 gennaio al 6 giugno 1885).
Divenne tenente di vascello il 23 ottobre 1885 e fu insignito della Croce di Cavaliere della Legion d'onore il 29 dicembre 1889 .
Il 1° gennaio 1892 prese servizio sull'incrociatore Iphigénie (comandante Charles Touchard) della École d'application des Aspirants, e nell'ottobre 1892 sull'incrociatore Davout (comandante Octave De Bernardières) della Squadra del Mediterraneo. Il 2 ottobre 1893 fu nominato comandante di una torpediniera della difesa mobile di Rochefort.
Il 1° gennaio 1896 fu assegnato allo stato maggiore del 5ème arrondissement maritime a Tolone, per servizio generale, venendo promosso capitano di fregata il 2 gennaio 1897. Il 1° gennaio 1899 divenne comandante della Scuola fucilieri di marina (1er Bataillon d'Apprentis-Fusiliers) e della École des Tambours et Clairons, ricoprendo tale incarico anche nel 1900.
Il 1° gennaio 1901 assunse il comando del cacciatorpediniere Lahire, appartenente alla Squadra del Nord al comando del viceammiraglio Pierre Ménard.
Dal 1° gennaio 1903 divenne vicecomandante dell'incrociatore Protet, appartenente alla Divisione navale del Pacifico al comando di Paul Adigard. Insignito del titolo di Ufficiale della Legion d'onore il 30 luglio 1903, fu promosso capitano di vascello il 5 febbraio 1904.
Il 1° novembre 1907 fu nominato comandante della nave da battaglia Suffren della Squadra del Mediterraneo. 
Il 25 aprile 1910 fu trasferito a Parigi e nominato Sottocapo di Stato maggiore generale e capo della 3ème Section (operazioni, addestramento, movimento). Il 1° gennaio 1912 fu insignito, in qualità di Sottocapo di stato maggiore generale della Marine nationale dell'onorificenza di Ufficiale dell'Ordine delle Palme accademiche. Si spense a improvvisamente presso il suo ufficio al Ministero della marina a Parigi il 19 novembre 1912. Il corpo fu trasferito all' ospedale militare Val-de-Grâce e, dopo il funerale, inumato presso il cimitero di Tolone.